# Hoath
Hoath – wieś w Anglii, w hrabstwie Kent, w dystrykcie Canterbury. Leży 9 km na północny wschód od miasta Canterbury i 92 km na wschód od centrum Londynu.